# 十字架山
十字架山是立陶宛北部城市希奥利艾以北12公里处的一个朝圣地。其确切的起源无人知晓，不过据认为第一批十字架是1831年11月立陶宛人反俄起义后，放置在从前的一个军事掩体处。 几个世纪中，前来朝圣的天主教基督徒在这里安置了许多十字架，以及巨大的十架苦像、立陶宛爱国者的雕塑、圣母瑪利亞雕像以及数以千计的小型雕像和玫瑰念珠。据估计，2006年时十字架的数量大约有100,000个。

## 历史
| 十字架的数量 | 十字架的数量 |
| ------------ | ------------ |
| 1900年       | 130          |
| 1902年       | 155          |
| 1922年       | 50           |
| 1938年       | 超过400      |
| 1961年       | 摧毁5,000    |
| 1975年       | 摧毁1,200    |
| 1990年       | 大约55,000   |
| 2006年       | 超过100,000  |

在几个世纪的历史中，这个地方已经成为立陶宛天主教徒以和平方式忍耐所面临威胁的象征了。1795年第三次瓜分波兰立陶宛联邦以后，聯邦構成國立陶宛大公國及部份波蘭被并入俄罗斯帝国。波兰人和立陶宛人在1831年和1863年两次反抗俄国的起义，都未能成功。这两次起义与十字架山的起源有关：由于家人无法找到造反者尸体的位置，他们开始安放象征性的十字架。 
1918年第一次世界大战结束时，东欧原有由戰時德意志帝國領導控制的政治结构土崩瓦解，立陶宛從德國手上宣布独立。十字架山成为立陶宛人为和平、为国家、为立陶宛独立战争期间失去的亲人祈祷的地方。
1944-1990年期间，这个地点又获得了一层特殊的意义，1944年二戰時佔領立陶宛的納粹德軍被苏联擊敗，蘇軍重新佔領了立陶宛之后，立陶宛人便持续不断地来到十字架山，留下十字架，用以证明他们仍然忠于原来的身份、宗教信仰和传统；作為和平抵抗的象征。尽管苏联政府持續嘗試移走新的十字架，并至少三次（包括1963年和1973年的两次尝试）威吓用推土机破壞整個地方。甚至有传言说当局计划在附近的Kulvė河（Mūša河的支流）上修建一座水坝，这样十字架山就将淹没在水底。
1993年9月7日，天主教教宗若望·保禄二世访问十字架山，宣布这是一个盼望、和平、爱与牺牲的地方。2000年，附近创建了一座方济各会修道院，修道院内部装饰有表现圣方济各在拉维纳山（La Verna）身体上出现圣痕的绘画。这座山仍然无人管理，因此人们可以随意在认为合适的地点自由地安放十字架。一块石碑上刻着教宗的讲话：「感谢你们，立陶宛人，因为这座十字架山向欧洲国家和全世界见证了这块土地上人民的信仰。」
2019年12月28日，有親共遊客破壞十字架山裡寫有支持港人字句之十字架的影片曝光，以及出現有親中人士在十字架上寫了「願曱甴（蟑螂）早日安息，願香港早日回復平靜」等針對香港暴徒的字句，立陶宛外交部長林克維丘斯就這些破壞事件表示到：「立陶宛當局正調查此可恥、不光彩的破壞行為。此等行為不能也不會被姑息。」，立國警方也針對這類破壞活動進行調查。

## 照片集

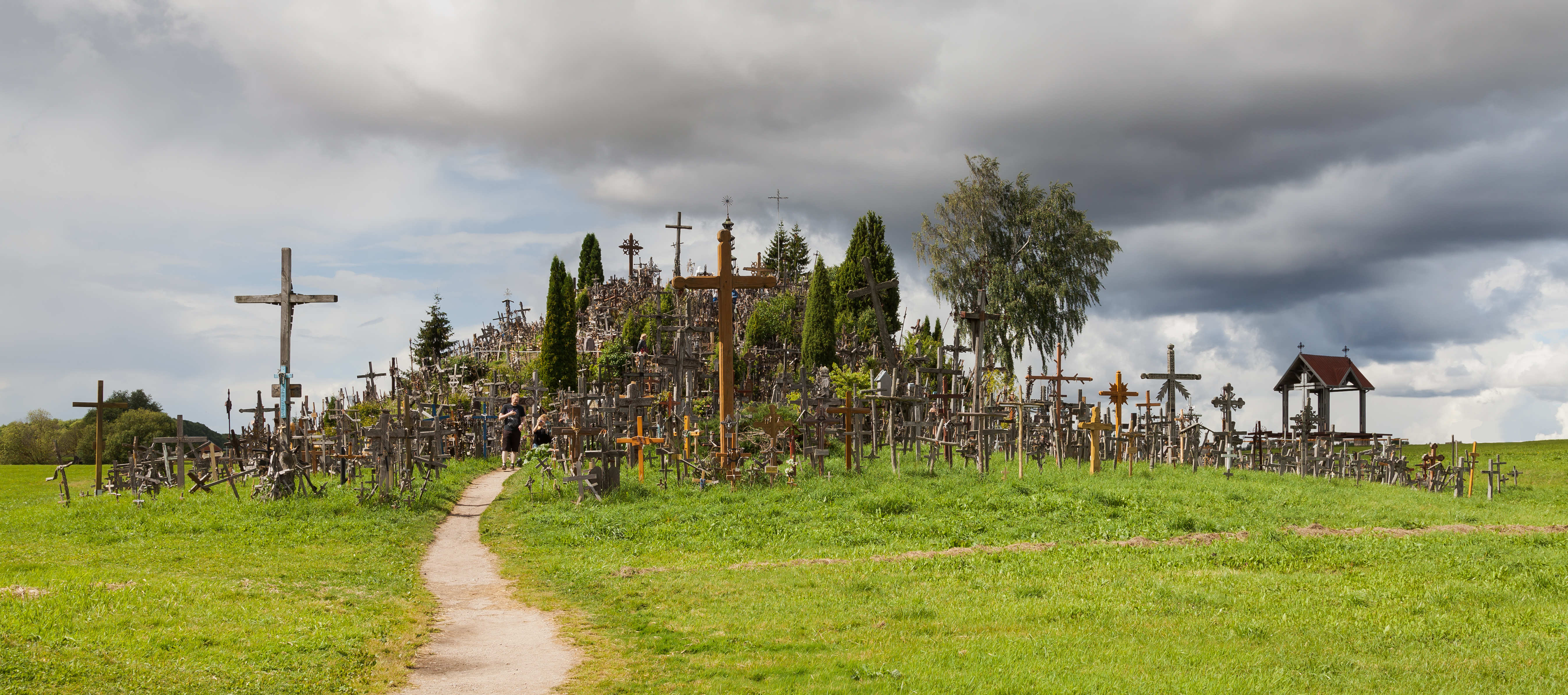
十字架山全景1

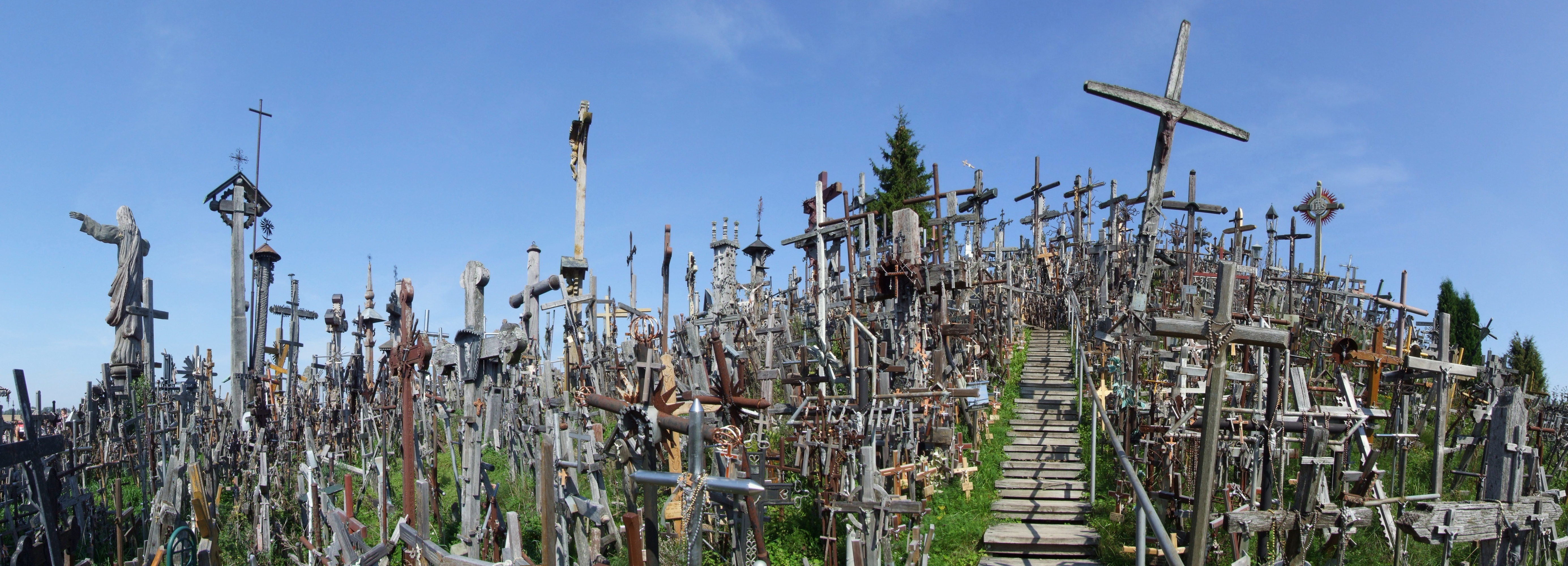
十字架山全景2
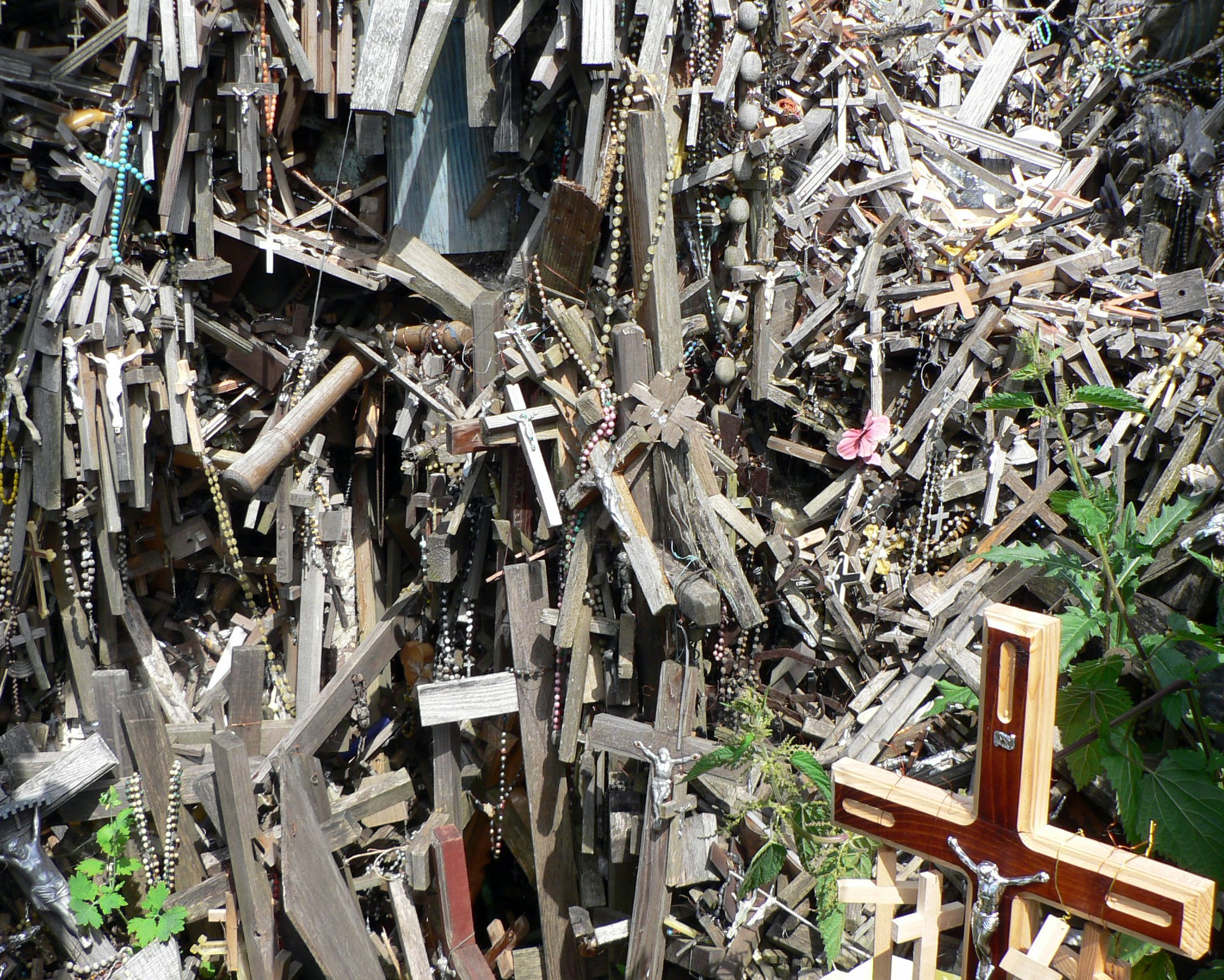
十字架山特写镜头
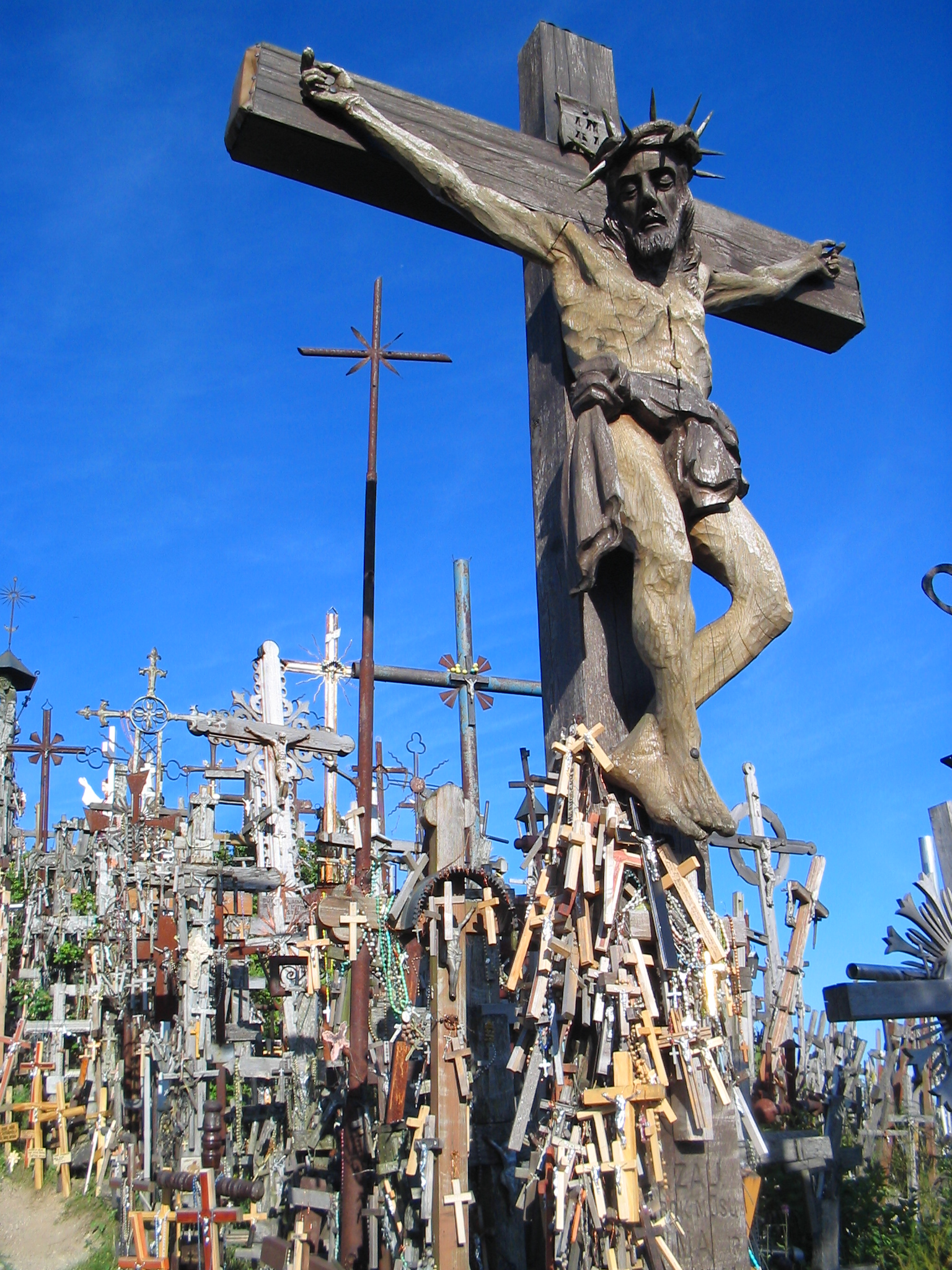
十字架山
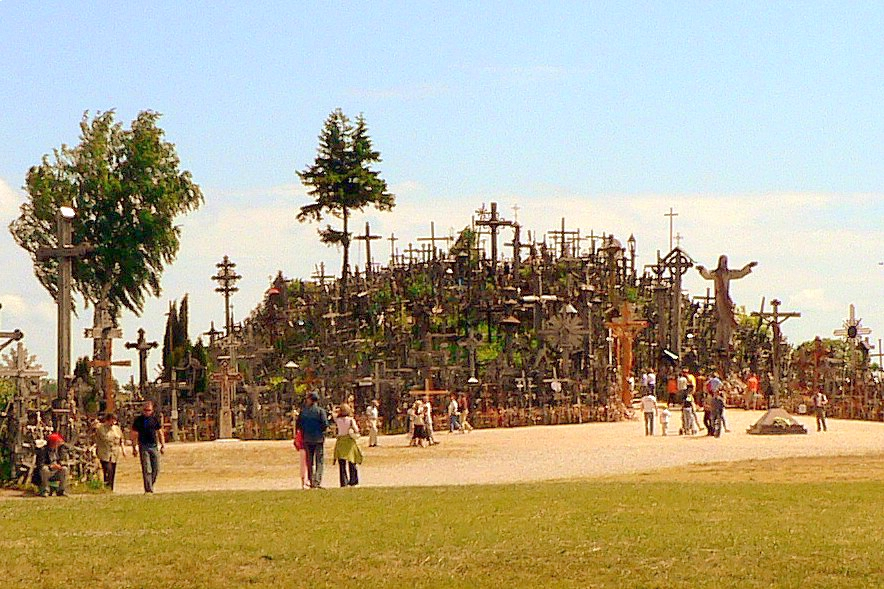
十字架山
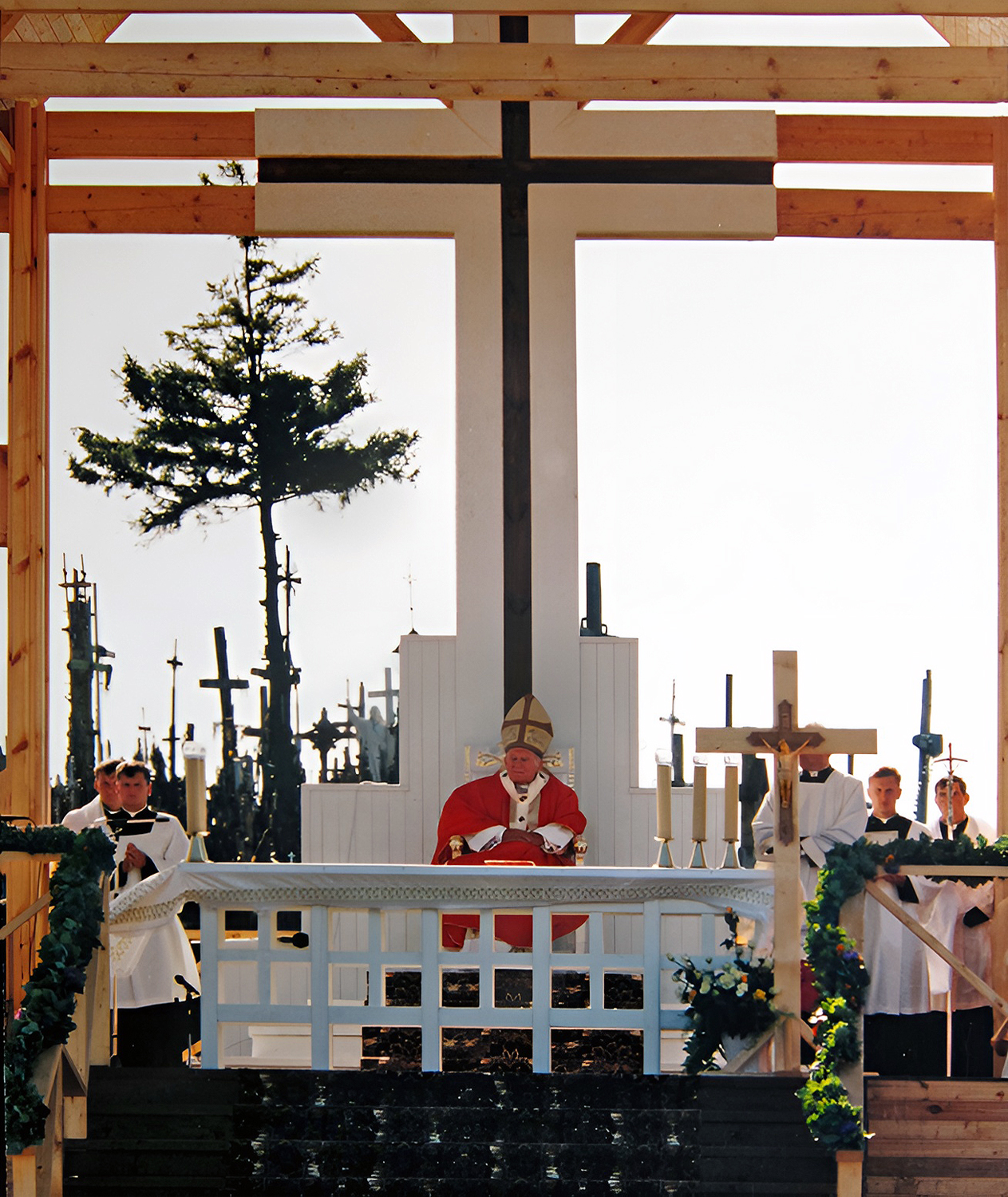
聖若望·保祿二世於1993年訪問十字架山